# Jeskyně patriarchů
Jeskyně patriarchů (hebrejsky מערת המכפלה‎,  Me'arat ha-Machpela, jeskyně Machpela, arabsky المغارة‎ al-Maghára, „Jeskyně“ či الحرم الإبراهيمي‎, al-Haram al-Ibráhímí, Abrahamova svatyně) je komplex podzemních jeskyní nacházející se ve starobylém městě Hebron. Je druhým nejposvátnějším místem Židů (po Chrámové hoře v Jeruzalémě) a je také uctíván křesťany a muslimy.

## Patriarchové
Podle tradice jsou zde pohřbeny čtyři starozákonní páry: Adam a Eva, Abrahám a Sára, Izák a Rebeka a Jákob a Lea. Raní křesťané však tvrdí, že Adam byl pohřben na Golgotě. Podle Midraše a dalších zdrojů je v jeskyni také hlava Ezaua. Podle islámských tradic je v Jeskyni patriarchů pohřben také Josef. Ačkoliv má být podle Tóry Josef pohřben v Šekemu (dnešní palestinské město Nábulus), židovské agadické tradice uvádějí, že si Josef přál být pohřben v Hebronu. Také Ráchel je podle teorií pohřbena jinde, Ráchelin hrob se nachází u města Betlém.

## Mauzoleum
Budovu mauzolea nechal postavit judský král Herodes. Během byzantské nadvlády byla herodiánská svatyně přeměněna na baziliku, za muslimské vlády byla přestavěna na mešitu a uvnitř mauzolea byly postaveny symbolické náhrobky patriarchů (v 8.–14. století). Během křižácké nadvlády byla mešita přeměněna na kostel a Hebron byl sídlem hebronského biskupství.
Od dob islámské nadvlády až do roku 1967 bylo židům zakázáno do svatyně vstoupit (nejdále jim bylo dovoleno vystoupit na sedmý schod vedoucí k hrobce). V důsledku Šestidenní války roku 1967 byla svatyně rozdělena na část židovskou – synagogu (nádvoří a dvě menší síně s kenotafy Abrahama a Sáry, Jákoba a Ley) a část muslimskou – Abrahamovu mešitu (jedna větší síň s kenotafy Izáka a Rebeky; kenotafy Adama a Evy ve svatyni nejsou).

## Masakr
V době vytváření Mírové dohody zasadil židovský osadník Baruch Goldstein těžkou ránu míru. Dne 25. února 1994 se ve snaze zastavit mírový proces dopustil masakru na modlících se Arabech v muslimské části mauzolea. Palestinští radikálové potom využili tohoto incidentu k rozpoutání násilí. Mírové rozhovory Jicchaka Rabina a Jásira Arafata přesto pokračovaly. Na základě Přechodné dohody Oslo II byla svatá místa na Západním břehu předána do rukou Palestinců s výjimkou Jeskyně patriarchů v Hebronu a byla formulována speciální ujednání pro Ráchelin hrob v Betlémě a Josefův hrob v Nábulusu. Tato ujednání zaručovala volný přístup ke všem místům.

## Galerie

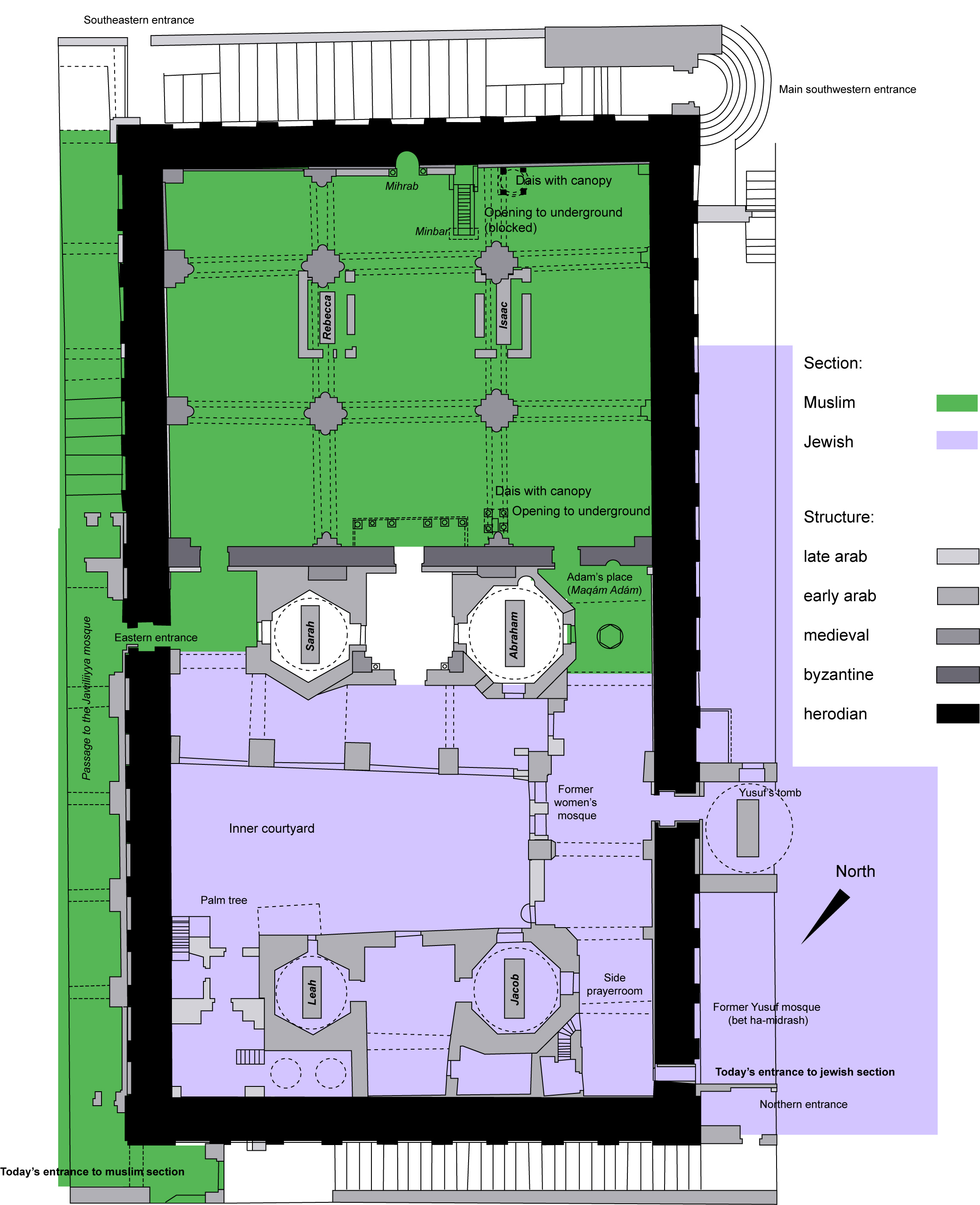
Půdorys budovy svatyně s vyznačeným rozdělením
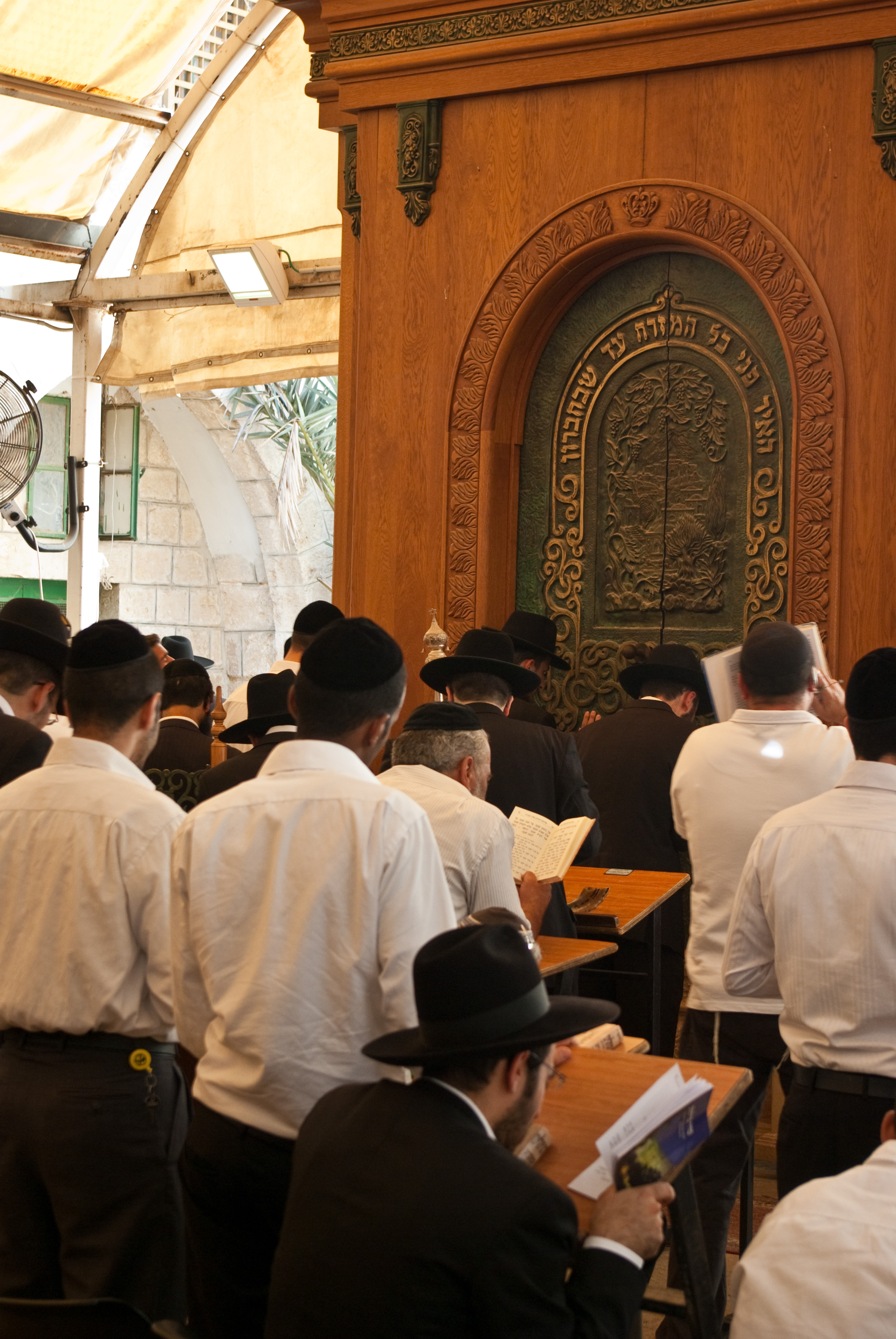
Židovská část svatyně
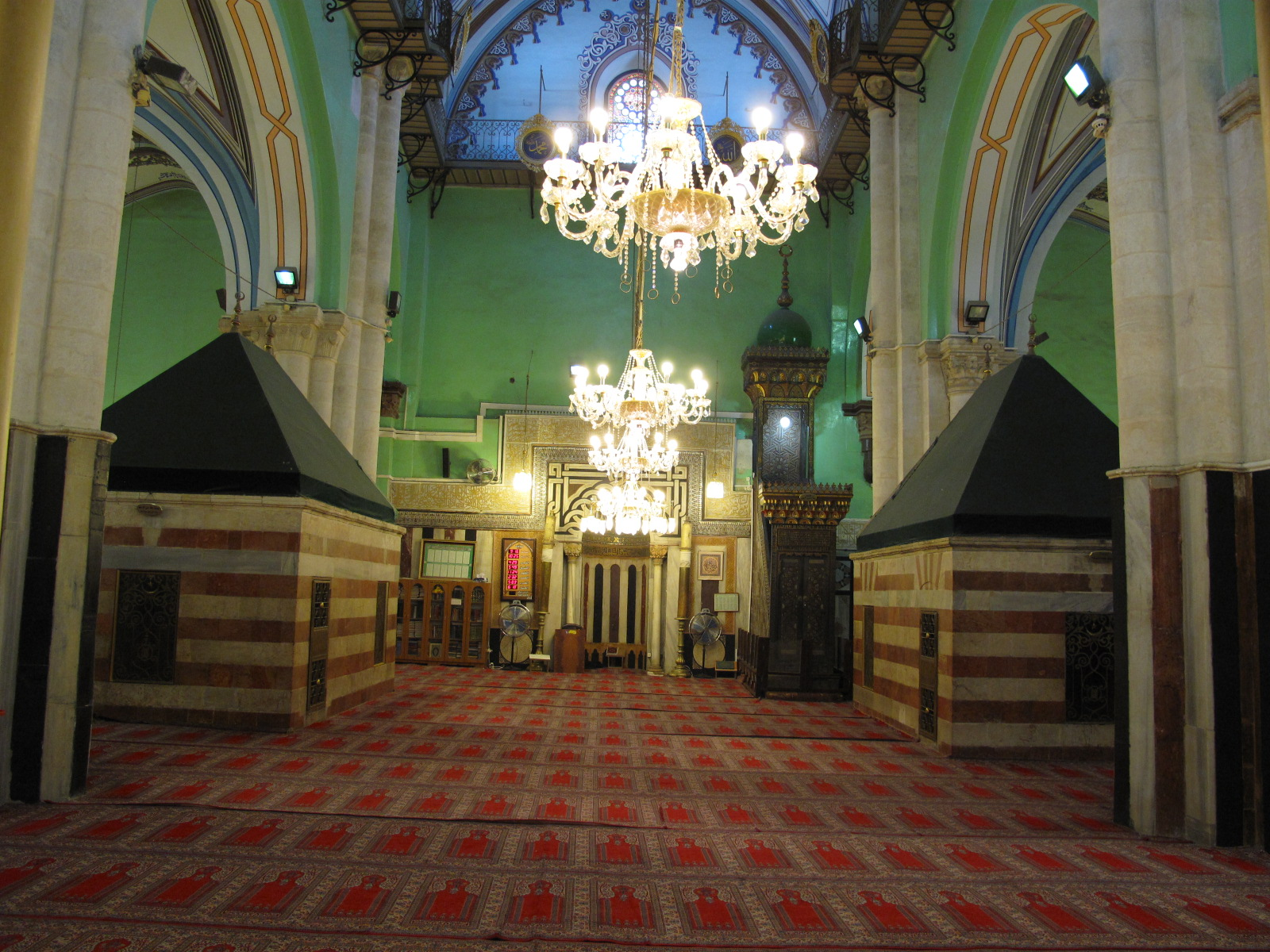
Muslimská část svatyně
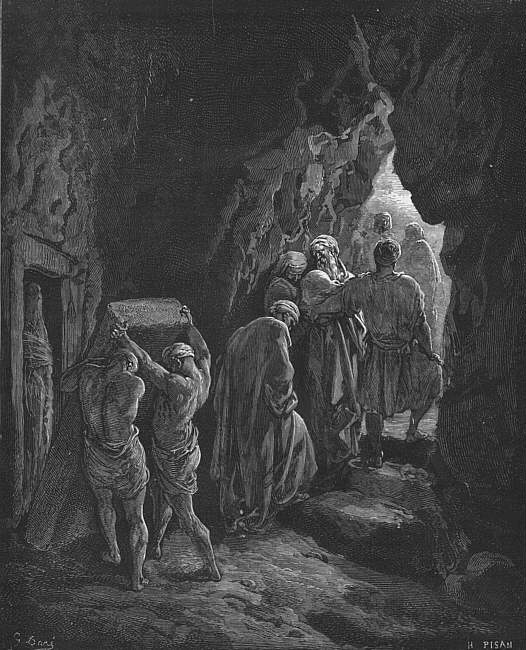
Gustave Doré: Pohřeb Sáry